# Herman Hoffstedt
Herman Mauritz Hoffstedt, född 14 mars 1843 vid Svartnäs bruk i Svärdsjö socken, död 31 maj 1911 i Stockholm, var en svensk företagare och uppfinnare.

## Biografi
Herman Hoffstedt var son till bruksinspektoren Anders Wilhelm Hoffstedt och bror till Wilhelm Hoffstedt. Han utbildade sig praktiskt till bruksman vid Svartnäs järnbruk, där han blev brukselev 1859, bokhållare 1860, var bokförare och kassör 1860–1863 samt verkmästare 1864–1866. Hoffstedt genomgick Falu bergsskola 1867–1868, varefter han var bruksförvaltare och överingenjör vid Svartnäs 1869–1874, samtidigt som han var anställd på Jernkontorets metallurgiska stat. Han blev 1875 överingenjör vid Iggesunds bruk och var disponent vid Bångbro järnverk, som han moderniserade 1876–1888. Efter att 1891–1892 ha varit disponent vid Schisshytte bruk var han 1893–1904 innehavare av Metallurgiskt-tekniska byrån i Ludvika och samtidigt 1899–1904 disponent vid det av honom grundade AB Ludvika bergverk, som bearbetade Lekombergsgruvan. Från 1904 var han bosatt i Stockholm och ledde där som konsulterande ingenjör Metallurgiskt-tekniska byrån och var dessutom disponent vid AB Nora bergverk 1906–1909 och vid Skottorps gruvor 1909–1911. Hoffstedt gjorde sig känd genom att introducera de basiska bessemerprocessen vid Bångbro 1880.